# CAR Trophy 2012
Navigation
CAR Trophy 2011 CAR Trophy 2013
Le CAR Trophy 2012 est une compétition organisée par la Confédération africaine de rugby qui oppose les nations africaines de deuxième division.

## Équipes engagées
| - Mali - Burkina Faso - Bénin - Égypte | - Niger - Ghana - Togo A - Togo B |

## Résultats
Les matchs se disputent sous forme de tournoi de rugby à sept organisé à Lomé au Togo du 29 juin au 30 juin 2012.

### Poule A
| Rang | Nation       | J | V | N | D | Pm | Pe | Diff | Pts |
| ---- | ------------ | - | - | - | - | -- | -- | ---- | --- |
| 1    | Burkina Faso | 3 | 1 | 2 | 0 | 26 | 19 | +7   | 7   |
| 2    | Mali         | 3 | 2 | 0 | 1 | 26 | 19 | +7   | 6   |
| 3    | Égypte       | 3 | 1 | 1 | 1 | 40 | 33 | +7   | 5   |
| 4    | Bénin        | 3 | 0 | 1 | 2 | 15 | 36 | -21  | 2   |

|  | Qualifié pour la finale (no 1). |

### Poule B
| N° | Nation | Joués | V | N | D | PM | PE | Diff | Pts |
| -- | ------ | ----- | - | - | - | -- | -- | ---- | --- |
| 1  | Niger  | 3     | 3 | 0 | 0 | 38 | 5  | 33   | 9   |
| 2  | Ghana  | 3     | 2 | 0 | 1 | 22 | 12 | 10   | 6   |
| 3  | Togo A | 3     | 1 | 0 | 2 | 17 | 17 | 0    | 3   |
| 4  | Togo B | 3     | 0 | 0 | 3 | 0  | 43 | 43   | 0   |

|  | Qualifié pour la finale (no 1). |

### Matchs de classement

#### Match pour la septième place
| 30 juin 2012 | Bénin | 10 – 5 | Togo B | Sege Sports Stadium, Lomé |
| 30 juin 2012 |       |        |        | Sege Sports Stadium, Lomé |
| 30 juin 2012 |       |        |        | Sege Sports Stadium, Lomé |

#### Match pour la cinquième place
| 30 juin 2012 | Togo A | 7 – 5 | Égypte | Sege Sports Stadium, Lomé |
| 30 juin 2012 |        |       |        | Sege Sports Stadium, Lomé |
| 30 juin 2012 |        |       |        | Sege Sports Stadium, Lomé |

#### Demi-finales
| 30 juin 2012 | Ghana | 10 – 0 | Burkina Faso | Sege Sports Stadium, Lomé |
| 30 juin 2012 |       |        |              | Sege Sports Stadium, Lomé |
| 30 juin 2012 |       |        |              | Sege Sports Stadium, Lomé |

| 30 juin 2012 | Niger | 0 – 0 | Mali | Sege Sports Stadium, Lomé |
| 30 juin 2012 |       |       |      | Sege Sports Stadium, Lomé |
| 30 juin 2012 |       |       |      | Sege Sports Stadium, Lomé |

#### Match pour la troisième place
| 30 juin 2012 | Burkina Faso | 14 – 0 | Mali | Sege Sports Stadium, Lomé |
| 30 juin 2012 |              |        |      | Sege Sports Stadium, Lomé |
| 30 juin 2012 |              |        |      | Sege Sports Stadium, Lomé |

#### Finale
| 30 juin 2012 | Niger | 12 – 5 | Ghana | Sege Sports Stadium, Lomé |
| 30 juin 2012 |       |        |       | Sege Sports Stadium, Lomé |
| 30 juin 2012 |       |        |       | Sege Sports Stadium, Lomé |